# Piazzale Loreto

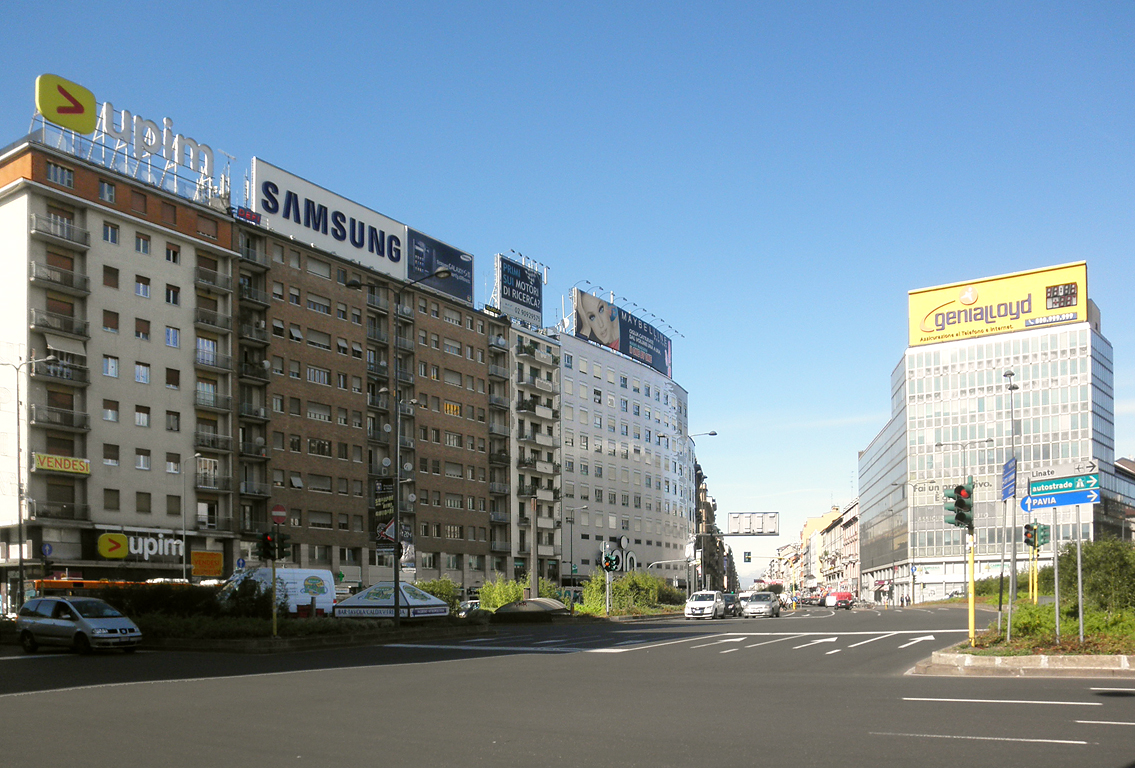
Panorama

Der Piazzale Loreto ist ein zentraler Platz in Mailand am Ende des Corso Buenos Aires, einer Hauptverkehrsstraße, entlang der Circonvallazione esterna. In die Geschichte ging der Platz als Ort öffentlicher Zurschaustellung Hingerichteter im Faschismus ein.

## Herkunft
Der Name Loreto steht auch in Zusammenhang mit dem Stadtbezirk, der den Platz umgibt. Loreto ist Teil des 2. Mailänder Stadtbezirks, der Municipio 2. Der Name „Loreto“ leitet sich von einem alten Heiligtum ab, das früher dort zu sehen war und das „Unserer Lieben Frau von Loreto“ gewidmet war, einem Wallfahrtsort in der Provinz Ancona.

## Geschichte
Der Piazzale Loreto war Schauplatz eines der bekanntesten Ereignisse in der modernen Geschichte Italiens, nämlich der öffentlichen Zurschaustellung von Benito Mussolinis Leichnam am 29. April 1945. Am Tage zuvor waren Mussolini, seine Geliebte Clara Petacci und einige andere hochrangige Faschisten von Partisanen gefangen genommen und in der Nähe des Comer Sees erschossen worden. Ihre Leichen wurden nach Mailand geschafft und kopfüber am Dach einer Tankstelle auf dem Piazzale Loreto aufgehängt. Ebenfalls am 29. April 1945 wurde Achille Starace zu dem Platz gebracht, um ihm die Leiche Mussolinis zu zeigen. Kurz danach wurde er nach einem kurzen Prozess erschossen. Spontan wurde auch der Körper Staraces neben Mussolini aufgehängt. Die Leichen wurden fotografiert, als eine Menschenmenge ihre Wut an ihnen ausließ.
An derselben Stelle waren acht Monate zuvor von faschistischen Truppen, auf deutschen Befehl hin, die Leichen von fünfzehn Zivilisten (die sogenannten „Märtyrer der Piazzale Loreto“) zur Vergeltung von Partisanenangriffen ausgestellt worden. Der Platz wurde nach dem Ende des Faschismus in Italien kurzzeitig umbenannt in Piazza Quindici Martiri (Platz der fünfzehn Märtyrer) zu Ehren der ermordeten fünfzehn Zivilisten.

## Verknüpfungen
Unter dem Platz befindet sich die Station Loreto der Metropolitana di Milano, an der man von der M1 (rote Linie) in die M2 (grüne Linie) umsteigen kann. Ein Vorschlag des Kulturstadtrates Stephen Zecchi vom Mai 2005, den Platz in „Piazza della Concordia“ umzubenennen, fand keine Mehrheit. Die Tankstelle dort existiert schon seit langer Zeit nicht mehr. Ungefähr an Stelle der früheren Tankstelle befindet sich heute ein großes Gebäude mit einer Filiale von McDonald’s im Erdgeschoss.